# 浄妙寺 (千葉県多古町)
浄妙寺（じょうみょうじ）は、千葉県香取郡多古町にある日蓮宗の寺院。山号は法性山、本尊は釈迦如来。

## 概要
天平宝字年間（757年 – 765年）に鑑真によって開創され、東耀寺と称し律宗であったと伝わる。その後の治承・寿永の乱の後、当寺のある千田荘は千葉氏の拠点所領となり、永仁年間（1293年 – 1298年）了整が住持の時に当寺は真言宗となったとされ、さらに鎌倉幕府が滅び、法華経寺の日祐によって貞和2年（1346年）に日蓮宗に改宗、現号の浄妙寺と改められ中山門流となったとされる。室町時代から戦国時代を経て、天正5年（1577年）多古城主牛尾胤沖の制礼があり、天正19年（1591年）には徳川家康から朱印地12石の寄進を受けた。
山門に掲げられた扁額の「法性山」の文字は、宝鏡寺（臨済宗）第22世門跡徳厳理豊禅尼古希の寛保2年（1743年）筆のもの。また寺を守護する一対の金剛力士像と仁王門は宝暦12年（1762年）の建立である。

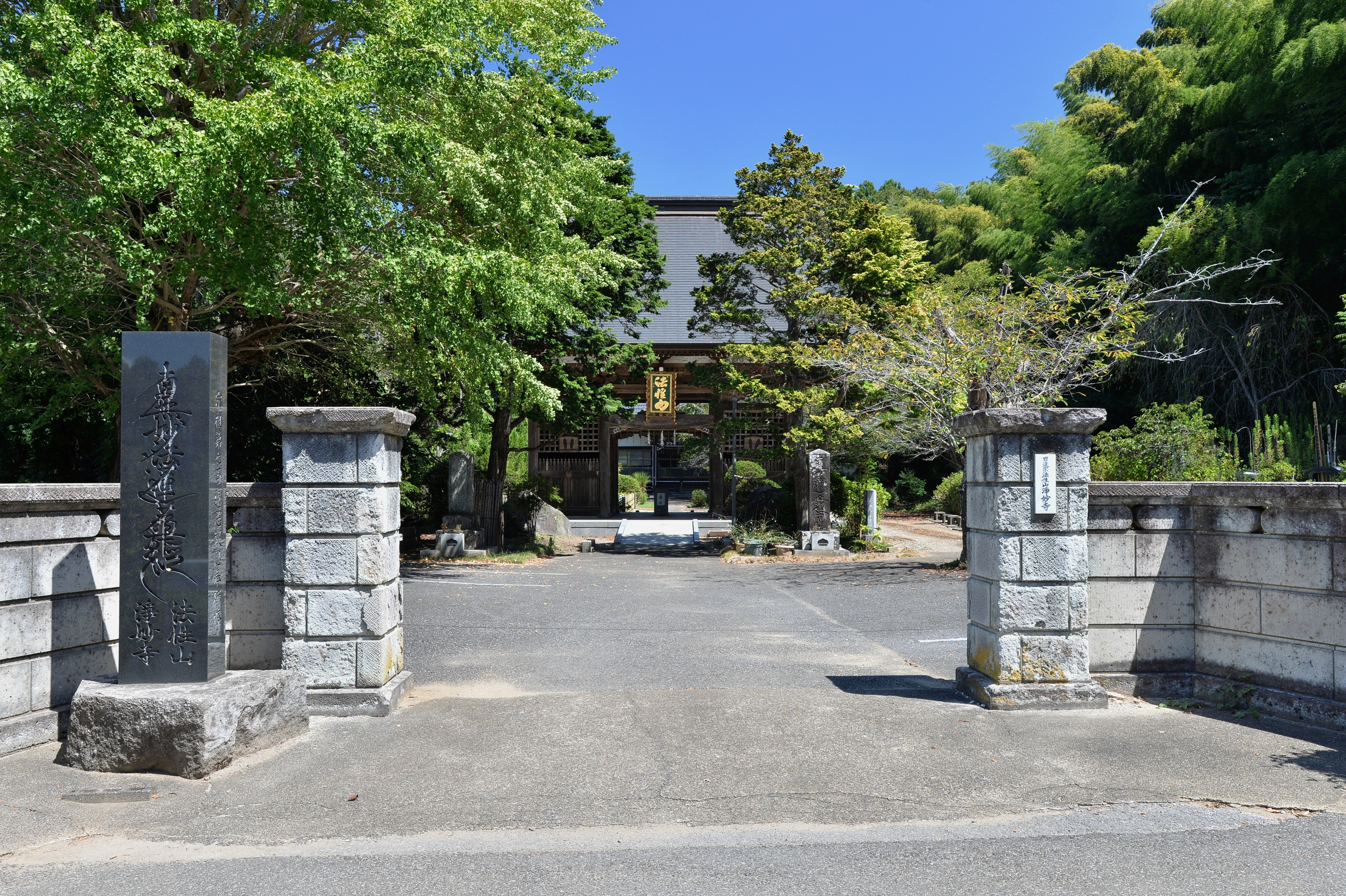
入り口
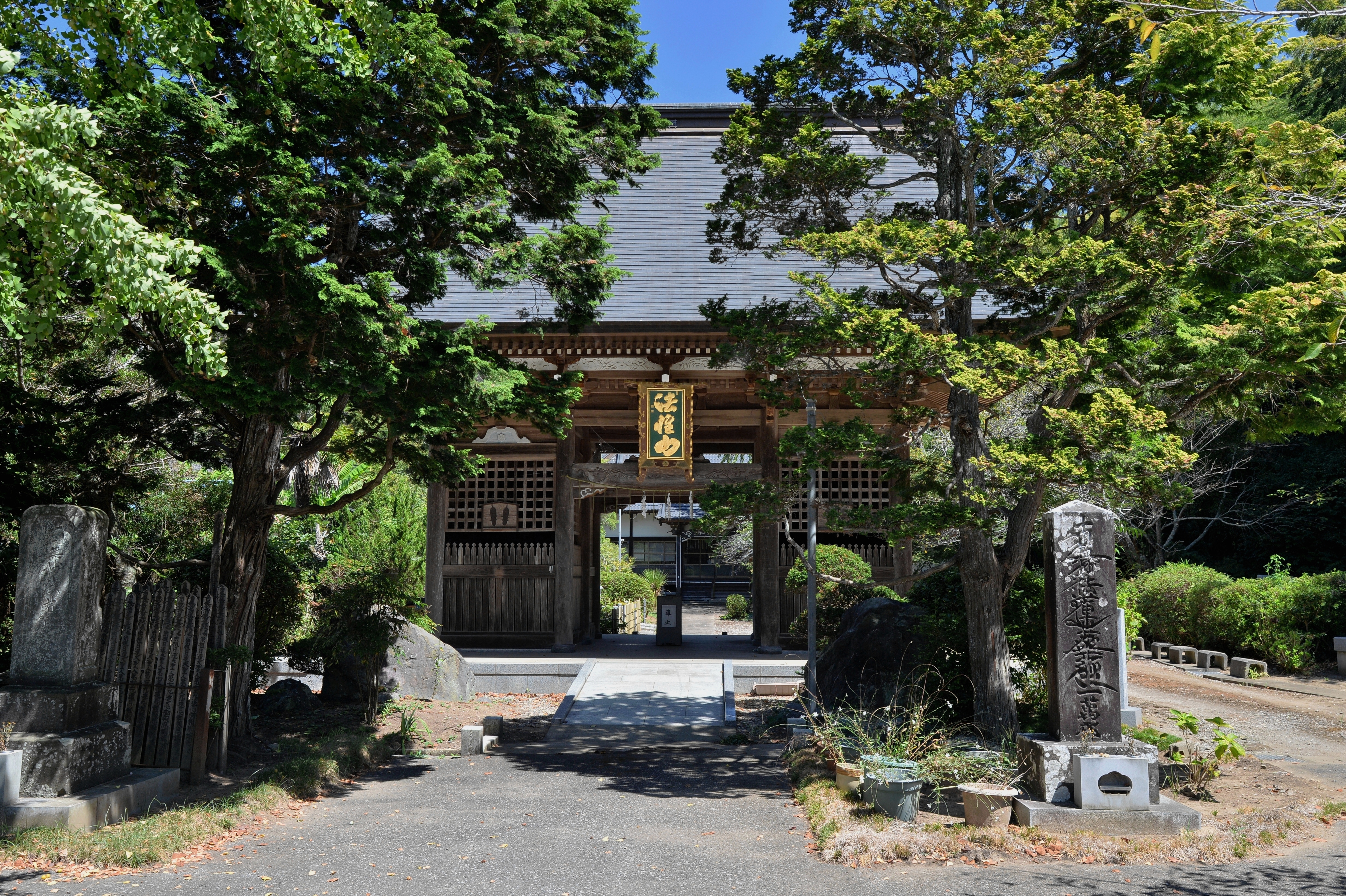
山門
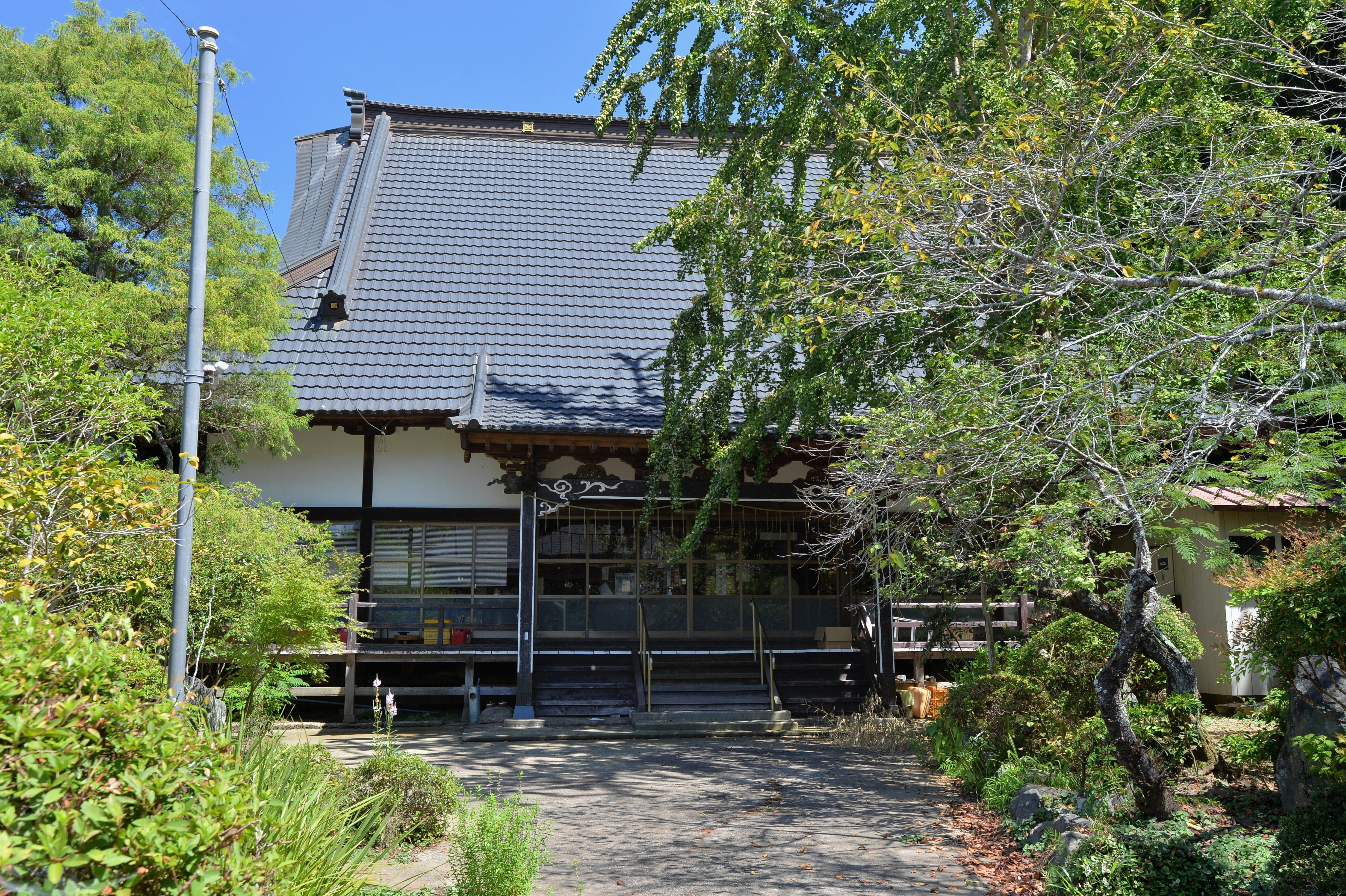
本堂